# Ammertzwiller
Ammertzwiller [aməʁt͡svilɛʁ], précédemment nommée Ammerzwiller, est une ancienne commune française située dans le département du Haut-Rhin, en région Grand Est. 
Cette commune se trouve dans la région historique et culturelle d'Alsace et est devenue, le 1er janvier 2016, une commune déléguée de la commune nouvelle de Bernwiller.
Le 8 octobre 2015, la commune d'Ammertzwiller accepte la fusion avec celle de Bernwiller, qui est officialisée par un arrêté préfectoral le 12 novembre 2015, et prend effet au 1er janvier 2016. La nouvelle commune prend le nom de Bernwiller mais son chef-lieu est fixé à Ammertzwiller.

## Géographie

### Localisation
Ammerzwiller est localisée dans le Sundgau, dans le sud-Alsace.

### Géologie et relief
Hydrogéologie et climatologie : Système d’information pour la gestion de l’Aquifère rhénan, par le BRGM :
Territoire communal : Occupation du sol (Corinne Land Cover); Cours d'eau (BD Carthage),
Géologie : Carte géologique; Coupes géologiques et techniques,
 Hydrogéologie : Masses d'eau souterraine; BD Lisa; Cartes piézométriques.

### Sismicité
Commune située dans une zone 3 de sismicité modérée.

### Hydrographie et les eaux souterraines
- Ruisseau Le Krebsbach[3],[4],[5].
- Ruisseau d'Ammertzwiller[6].
- Ruisseau Gross Runzgraben[7].

### Voies de communications et transports

#### Voies routières
- A36 : Échangeurs Mulhouse le Coteau, Pfastatt - Lutterbach - Mulhouse Dornach, Fontaine.
- A35, aussi appelée autoroute des cigognes ou l'Alsacienne: Échangeur Sausheim.

#### Transports en commun
- Transports en Alsace.
- Fluo Grand Est.

#### Lignes SNCF

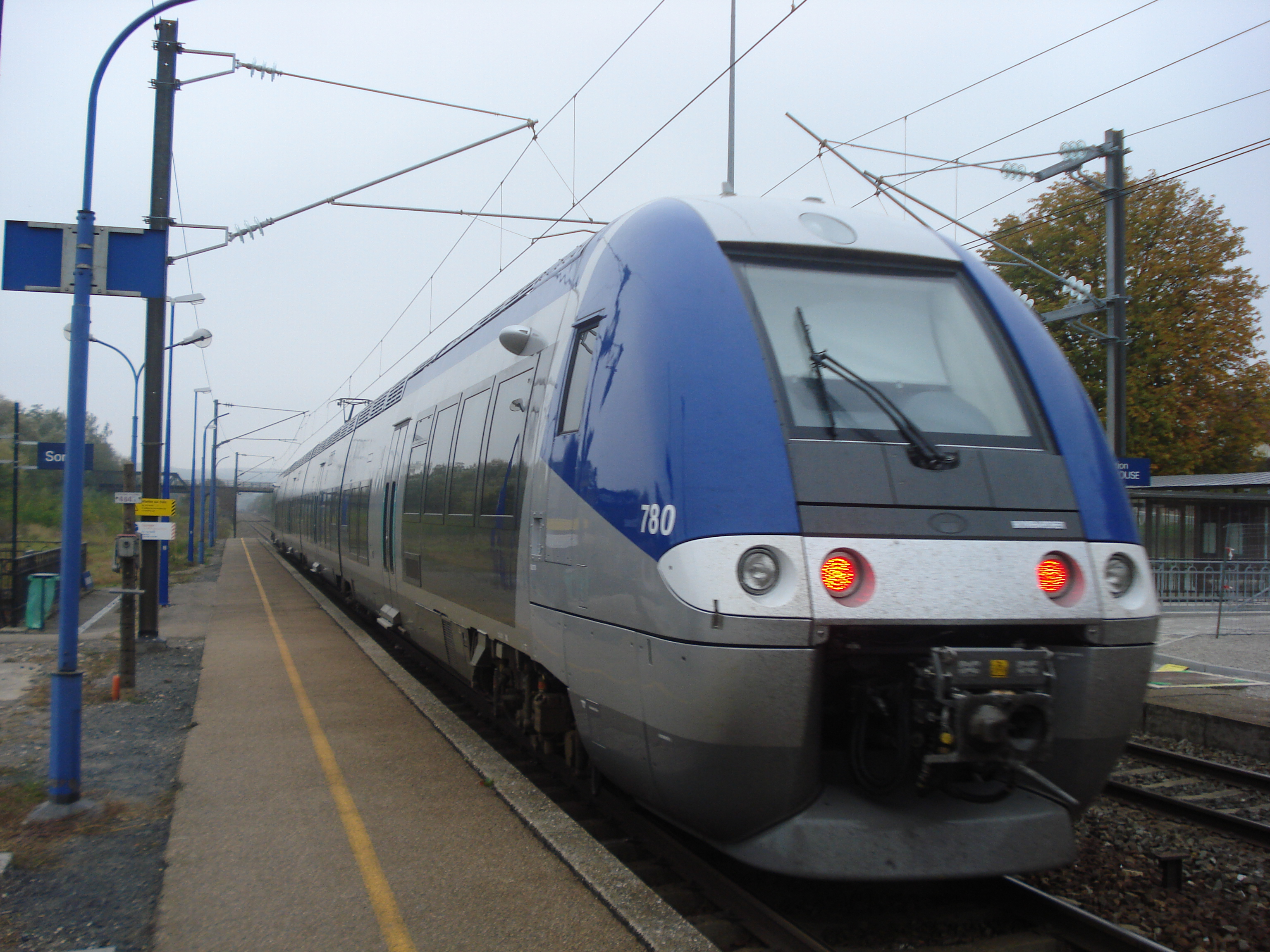
Gare de Dannemarie.

- Gare de Dannemarie.
- Gare d'Illfurth.
- Gare de Ballersdorf.
- Gare de Tagolsheim.
- Gare d'Altkirch.

### Intercommunalité
Commune membre de la Communauté de communes de la porte d'Alsace.

## Toponymie
Le nom de la localité est attesté sous les formes Amaratavilla, Ammerrethswiler en 1274 puis Ameratwilre en 1278, le village dépend aujourd'hui administrativement du canton de Dannemarie.
Comme beaucoup de toponymes se terminant en -willer, c'est un ancien domaine rural désigné en latin sous le terme de villa; il s'agirait ici du domaine d'un certain Ammerich.
Orthographié Ammertzwiller, le nom est plus facilement prononçable grâce au « TZ », transcription du « Z » allemand. Après 1918, cette localité, totalement rasée car située sur le front, a vu son nom écorché par l’administration française. Au Journal officiel de 1921, Ammertzwiller devient d’abord Ammertswiller. L’erreur est alors corrigée. Mais si le Z réapparaît bien à la place du S, l’administration oublie alors le T entre le R et le Z. La rectification, réclamée par le conseil municipal, fait l'objet d'un décret le 16 novembre 2015, paru au journal officiel le 18 novembre 2015.
La commune se nomme Àmmertzwiller en alsacien, Àmmerzwiller en alémanique.

## Histoire

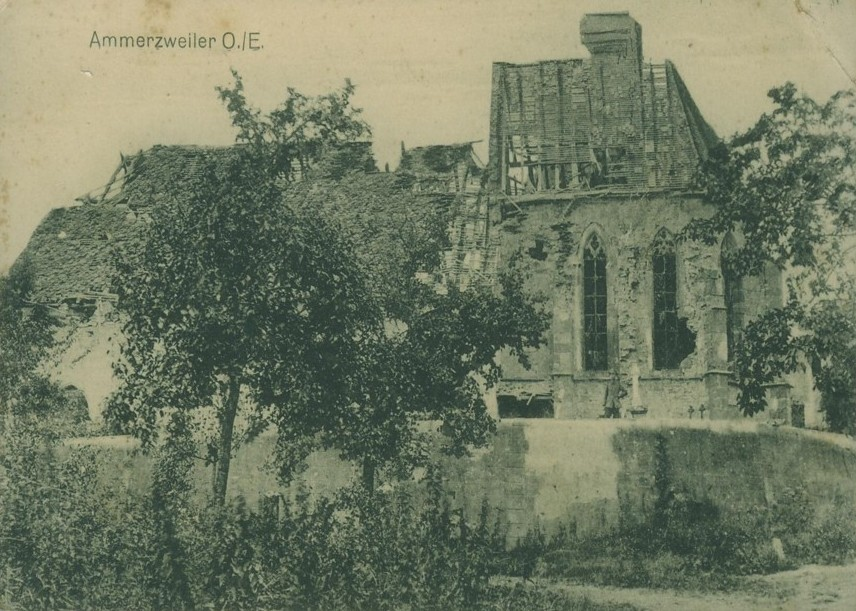
Église d'Ammertzwiller endommagée durant la Première Guerre mondiale.

Vers 1105, Frédéric Ier, comte de Ferrette, place dans cet endroit l'un de ses aïeux, nommé Amarich, qui y possède une cour colongère. Amertzwiller fait partie de la seigneurie de Thann et de l'avouerie de Burnhaupt. Les nobles d'Altenach y possèdent également une cour colongère. Ce village était, du Moyen Âge jusqu'en 1789, le chef-lieu du chapitre rural du Sundgau et le siège du doyenné. Chaque année, le 8 septembre, les prêtres du chapitre célébraient le jour de la nativité de la Vierge et formaient une confrérie placée sous l'évocation de Notre Dame. Il s'y trouvait aussi autrefois un château, dont les dernières traces ont disparu en 1840. Les Waldner de Freundstein possèdent le château de 1576 à 1789. Le village était un fief de la maison d'Autriche, tenu jusqu'en 1789 par les comtes de Waldner, qui y avaient une cour colongère. En 1324, le village passe sous le contrôle de la dynastie des Habsbourg jusqu'au traité de Westphalie en 1648. Une ancienne route, qu'on prétend avoir été une voie romaine, passait à proximité du village.
Le village est entièrement détruit pendant la Première Guerre mondiale. La commune est titulaire, depuis le 2 novembre 1921, de la croix de guerre 1914-1918.

## Politique et administration
| Période                                  | Période                     | Identité       | Étiquette | Qualité     |
| ---------------------------------------- | --------------------------- | -------------- | --------- | ----------- |
| Les données manquantes sont à compléter. |                             |                |           |             |
| mars 2001                                | En cours (au 30 avril 2014) | Mathieu Ditner | DVG       | Agriculteur |

### Budget et fiscalité 2021
En 2021, le budget de la commune de Bernwiller était constitué ainsi :
- total des produits de fonctionnement : 336 000 €, soit 820 € par habitant ;
- total des charges de fonctionnement : 272 000 €, soit 664 € par habitant ;
- total des ressources d'investissement : 1 386 000 €, soit 3 380 € par habitant ;
- total des emplois d'investissement : 1 215 000 €, soit 2 962 € par habitant ;
- endettement : 205 000 €, soit 499 € par habitant.

Avec les taux de fiscalité suivants :
- taxe d'habitation : 15,02 % ;
- taxe foncière sur les propriétés bâties : 11,09 % ;
- taxe foncière sur les propriétés non bâties : 63,99 % ;
- taxe additionnelle à la taxe foncière sur les propriétés non bâties : 50,60 % ;
- cotisation foncière des entreprises : 23,90 %.

Chiffres clés Revenus et pauvreté des ménages en 2020 : médiane en 2020 du revenu disponible, par unité de consommation : 270 700 €.

## Économie
Commerces et services de proximité à Bernwiller.

## Population et société

### Démographie

#### Pyramide des âges
L'évolution du nombre d'habitants est connue à travers les recensements de la population effectués dans la commune depuis 1793. À partir du 1er janvier 2009, les populations légales des communes sont publiées annuellement dans le cadre d'un recensement qui repose désormais sur une collecte d'information annuelle, concernant successivement tous les territoires communaux au cours d'une période de cinq ans. 
Pour les communes de moins de 10 000 habitants, une enquête de recensement portant sur toute la population est réalisée tous les cinq ans, les populations légales des années intermédiaires étant quant à elles estimées par interpolation ou extrapolation. Pour la commune, le premier recensement exhaustif entrant dans le cadre du nouveau dispositif a été réalisé en 2004,.
En 2013, la commune comptait 433 habitants, en évolution de +29,64 % par rapport à 2008 (Haut-Rhin : +1,54 %, France hors Mayotte : +2,49 %).
| 1793 | 1800 | 1806 | 1821 | 1831 | 1836 | 1841 | 1846 | 1851 |
| ---- | ---- | ---- | ---- | ---- | ---- | ---- | ---- | ---- |
| 234  | 197  | 254  | 304  | 299  | 270  | 296  | 288  | 265  |

| 1856 | 1861 | 1866 | 1871 | 1875 | 1880 | 1885 | 1890 | 1895 |
| ---- | ---- | ---- | ---- | ---- | ---- | ---- | ---- | ---- |
| 251  | 248  | 243  | 253  | 246  | 252  | 259  | 276  | 250  |

| 1900 | 1905 | 1910 | 1921 | 1926 | 1931 | 1936 | 1946 | 1954 |
| ---- | ---- | ---- | ---- | ---- | ---- | ---- | ---- | ---- |
| 248  | 233  | 219  | 113  | 199  | 194  | 191  | 176  | 208  |

| 1962 | 1968 | 1975 | 1982 | 1990 | 1999 | 2004 | 2009 | 2013 |
| ---- | ---- | ---- | ---- | ---- | ---- | ---- | ---- | ---- |
| 210  | 215  | 275  | 268  | 278  | 314  | 308  | 347  | 433  |

## Culture locale et patrimoine

### Lieux et monuments

L'église Saint-Étienne.
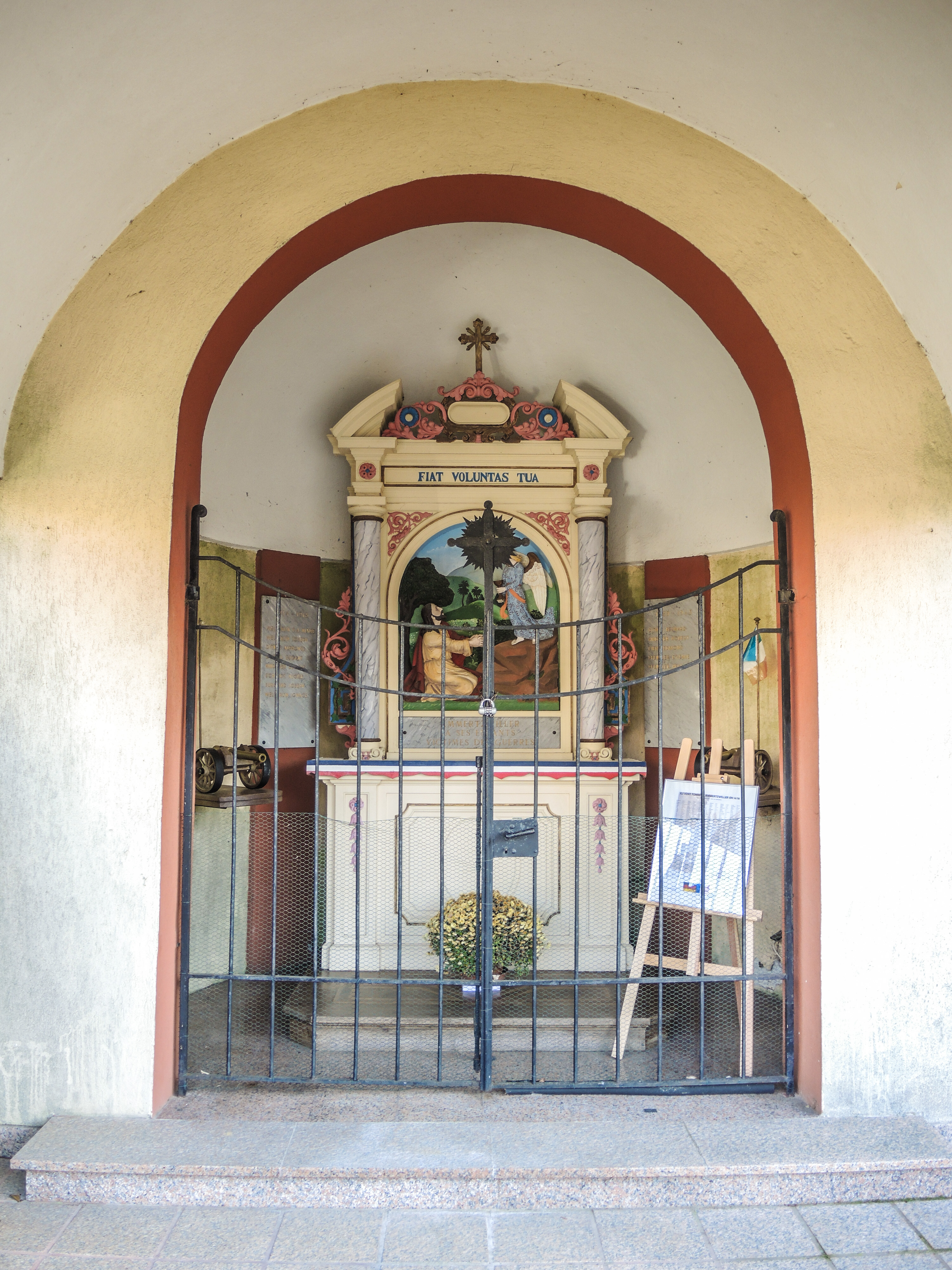
Chapelle monument aux Morts.
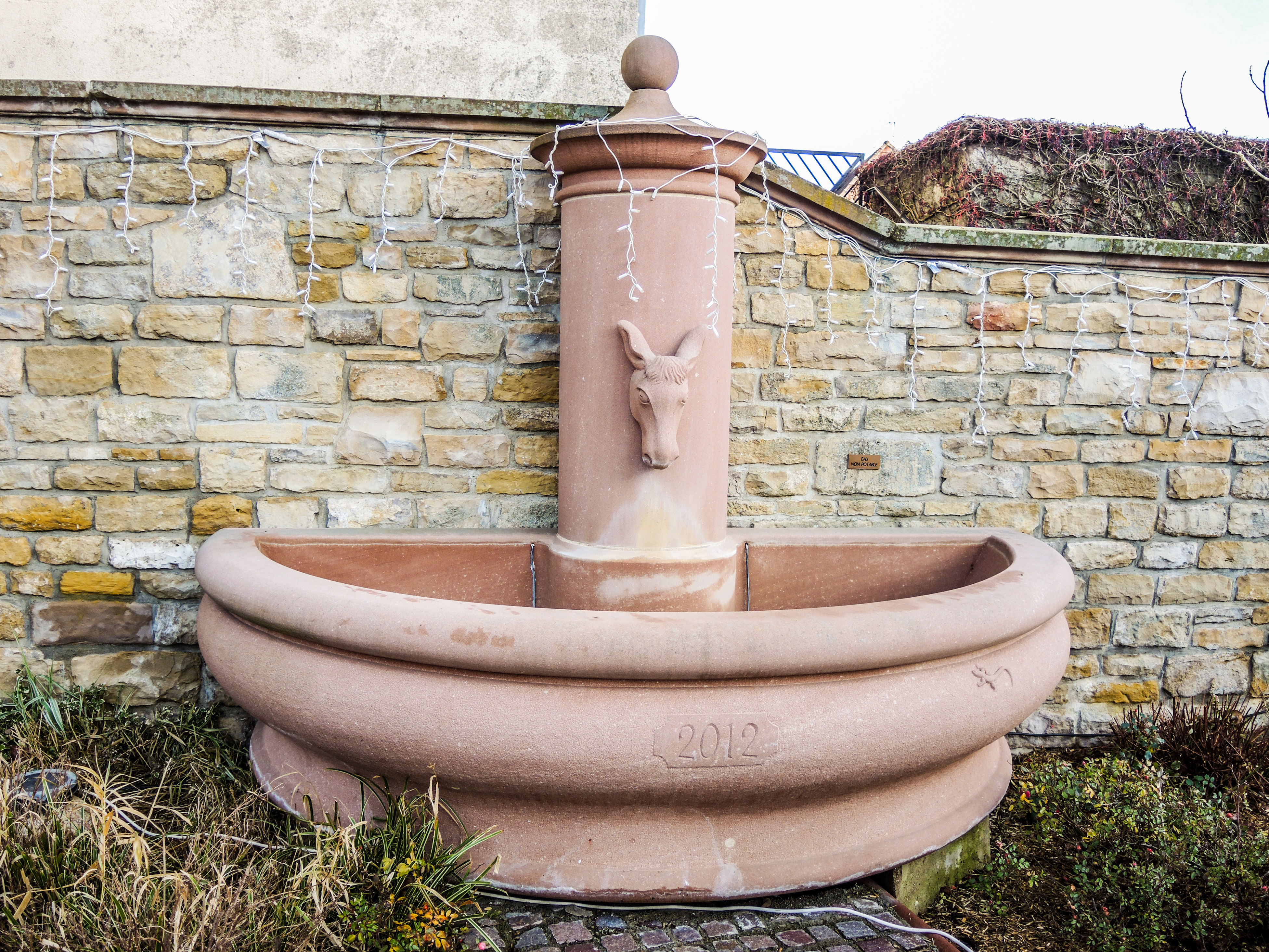
Fontaine, avec la représentation de l'âne-mascotte du village.
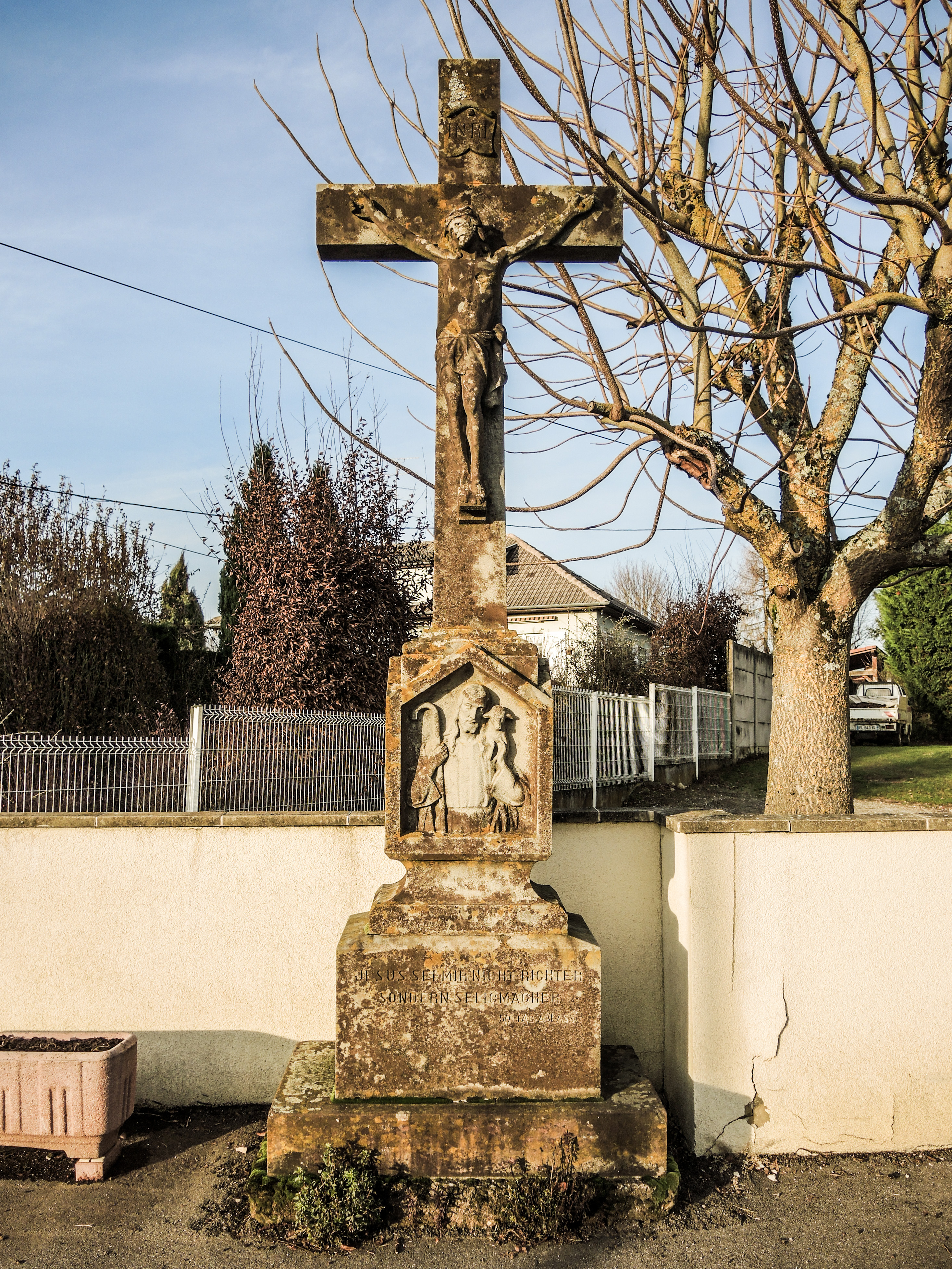
Croix avec représentation du Bon Berger.

- L'église Saint-Étienne, complètement détruite pendant la première Guerre mondiale, a été reconstruite à partir de 1925 et ont été achevés en juin 1927. Elle abrite un retable d'une grande richesse[20]. La Fondation du patrimoine a contribué à la restauratiion des vitraux[21] ;

L'autel retable a été exécuté après 1918 mais la statue daterait du XVe siècle,.
Orgue de 1929 de Joseph Rinckenbach,;
- Calvaire des Missions (1924)[26];
- Chapelle tenant lieu de monument aux morts[27] ;
- Stèle commémorative[28] ;
- Autres curiosités :
  - Mascotte du village. Le village a pour emblème l'âne, et chaque année une fête de l'âne est organisée, souvent en juin. Il y a quelques années, est arrivé Joselito, l'âne qui est à présent l'emblème vivant et la mascotte du village, son nom a été voté par les enfants de l'école du village.
  - Fontaine, avec la représentation de l'âne-mascotte du village.
  - Ammertzwiler possède un cratère de mine, dénommé  « Mina Loch », qui est à présent une mare remplie d'eau et accueillant des hérons en grand nombre. Ce cratère a été créé pendant la Première Guerre mondiale ; la rue où il se trouve a été nommée « Rue du 11-Juillet-1915)  » en souvenir de la date de l'explosion de cette mine française qui fit une centaine de morts allemands[29],[30] ;
  - En 1996, le SIVOM qui regroupe les communes d'Ammertzwiller-Bernwiller, réalise dans le cadre scolaire, un arboretum, irrigué par un petit cours d'eau et une mare. L'alimentation en eau se fait grâce à une pompe actionnée par une éolienne ainsi qu'un moteur électrique alimenté par un panneau solaire[31]. Plus récemment les enfants ont planté des haies le long de cette route.

### Héraldique
| Blason d'Ammertzwiller | Les armes d'Ammertzwiller se blasonnent ainsi : « De gueules à l'église d'argent maçonné de sable, le clocher posé à la hauteur du transept. » |